# Pláč a skřípění zubů

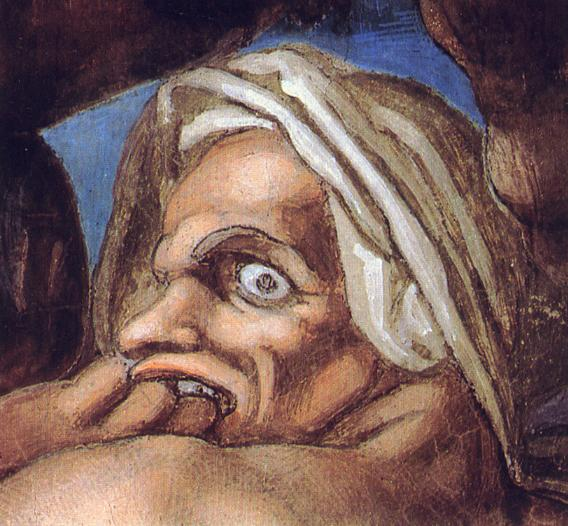
Ztvárnění Pláče a skřípění zubů z Michelangelova Posledního soudu v Sixtinské kapli

Pláč a skřípění zubů (v originále starořecky ὁ κλαυθμὸς καὶ ὁ βρυγμὸς τῶν ὀδόντων – ho klaythmos kai ho brygmos tón odontón) je fráze popisující pekelné utrpení a objevující se původně v Novém zákoně, v kterém ji evangelisté Matouš a Lukáš připisují Ježíši Kristu. V Matoušově evangeliu je fráze obsažena šestkrát a v Lukášově evangeliu jen jednou. V rámci novozákonní biblické kritiky má své zastánce teorie, že fráze se objevuje v sbírce logií Q pouze jedinkrát a to v Ježíšově kázání o posledním soudu, zatímco zbylé výskyty v Matoušově evangeliu vznikly redakční prací jeho autora na textaci Ježíšových podobenství.
Jako jeden z mála přímých popisů pekla se výraz stal středem pozornosti nejen biblické kritiky, ale i teologických a církevních výkladů o pekle. Zatímco v patristickém a scholastickém období převažoval doslovný výklad, který jej chápal jako popis tělesného trestu, později začal převažovat výklad metaforický. I tak jej kritici náboženství jako Friedrich Nietzsche nebo Bertrand Russell používali jako doklad krutosti křesťanství.
Jako metaforický popis žalostného stavu a utrpení se fráze, patřičně přeložena, uchytila v řadě evropských jazyků, byť používána třeba v žertovné nadsázce.